# جین نا (فیلم‌نامه‌نویس)
جین نا (چینی: 金娜، انگلیسی: Jin Na)؛ یک بازیگر و فیلم‌نامه‌نویس اهل چین است. وی برای فیلم جدا باهم به کارگردانی وانگ کوانان برندهٔ جایزهٔ خرس نقره‌ای برای بهترین فیلم‌نامه از شصتمین دورهٔ جشنواره بین‌المللی فیلم برلین شد.